# Enaptorrhinus
Enaptorrhinus är ett släkte av skalbaggar. Enaptorrhinus ingår i familjen vivlar.
Kladogram enligt Catalogue of Life:
| Enaptorrhinus | \| \| Enaptorrhinus convexiusculus \| \| \| \| \| \| Enaptorrhinus granulatus \| \| \| \| \| \| Enaptorrhinus reinecki \| \| \| \| \| \| Enaptorrhinus sinensis \| \| \| \| |
|               | \| \| Enaptorrhinus convexiusculus \| \| \| \| \| \| Enaptorrhinus granulatus \| \| \| \| \| \| Enaptorrhinus reinecki \| \| \| \| \| \| Enaptorrhinus sinensis \| \| \| \| |
|               | Enaptorrhinus convexiusculus |
|               | |
|               | Enaptorrhinus granulatus |
|               | |
|               | Enaptorrhinus reinecki |
|               | |
|               | Enaptorrhinus sinensis |
|               | |